# Zamek w Hersbrucku
Zamek w Hersbrucku – renesansowa budowla znajdująca się w Hersbruck pośród wzgórz Szwajcarii Hersbruckiej. Obecnie użytkowany jest przez sąd rejonowy.

## Źródła
- Sigmund Benker, Andreas Kraus (Hrsg.): Geschichte Frankens bis zum Ausgang des 18. Jahrhunderts. Begründet von Max Spindler. 3. Auflage. Beck, München 1997. ISBN 3-406-39451-5